# Correios da Guiné-Bissau
Correios da Guiné-Bissau (CGB), é a empresa governamental responsável pelo sistema postal da Guiné-Bissau, cuja sede está situada no antigo edifício colonial dos Correios, Telégrafos e Telefones, na cidade de Bissau, capital do país. Foi fundada entre 1973 e 1974. Aderiu à União Internacional de Telecomunicações a 30 de maio de 1974, e é membro da Associação Internacional das Comunicações de Expressão Portuguesa.